# Maury City
Maury City è un comune degli Stati Uniti d'America, situato nello Stato del Tennessee, nella Contea di Crockett.